# Констант Вурцбах-Танненберг
Вурцбах-Танненберг Констант (11 квітня 1818 , Любляна, Крайнинське герцогство  — 18 серпня 1893 , Берхтесгаден, Баварське королівство ) — австрійський письменник, історик-архівіст.

## Біографія
Народився в м. Любляна (нині Словенія). Від 1841 жив у Львові, працював у бібліотеці університету; згодом в редакції «Amts-Zeitung» (урядової газети при губернаторові Ф.Стадіоні). Від 1848 — у Відні в придворній бібліотеці. Автор збірки українських і польських пісень (1845) та прислів'їв (1860). Анонімно опублікував брошуру «Галичина у цей час» (1848). Головна праця — 60-томний «Біографічний лексикон Австрійської імперії» (1856–91), в якій є численні біографії діячів, що працювали в Галичині, Буковині, Закарпатській Україні.
Помер у м. Берхтесгаден (Німеччина).